# Брехешешть (комуна)
Брехешешть, Брехешешті (рум. Brăhășești) — комуна у повіті Галац в Румунії. До складу комуни входять такі села (дані про населення за 2002 рік):
- Брехешешть (2362 особи)
- Корчовень (194 особи)
- Косіцень (250 осіб)
- Тофля (5470 осіб)

Комуна розташована на відстані 204 км на північний схід від Бухареста, 85 км на північний захід від Галаца, 125 км на південь від Ясс, 142 км на схід від Брашова.

## Населення
За даними перепису населення 2002 року у комуні проживали 8276 осіб.
Національний склад населення комуни:
| Національність | Кількість осіб | Відсоток |
| -------------- | -------------- | -------- |
| румуни         | 4144           | 50,1%    |
| цигани         | 4129           | 49,9%    |
| угорці         | 2              | < 0,1%   |
| серби          | 1              | < 0,1%   |

Рідною мовою назвали:
| Мова      | Кількість осіб | Відсоток |
| --------- | -------------- | -------- |
| румунська | 5892           | 71,2%    |
| циганська | 2382           | 28,8%    |
| угорська  | 2              | < 0,1%   |

Склад населення комуни за віросповіданням:
| Релігія       | Кількість осіб | Відсоток |
| ------------- | -------------- | -------- |
| православні   | 7681           | 92,8%    |
| п'ятдесятники | 586            | 7,1%     |
| адвентисти    | 7              | 0,1%     |
| римо-католики | 1              | < 0,1%   |
| унітарії      | 1              | < 0,1%   |